# Isterbandet

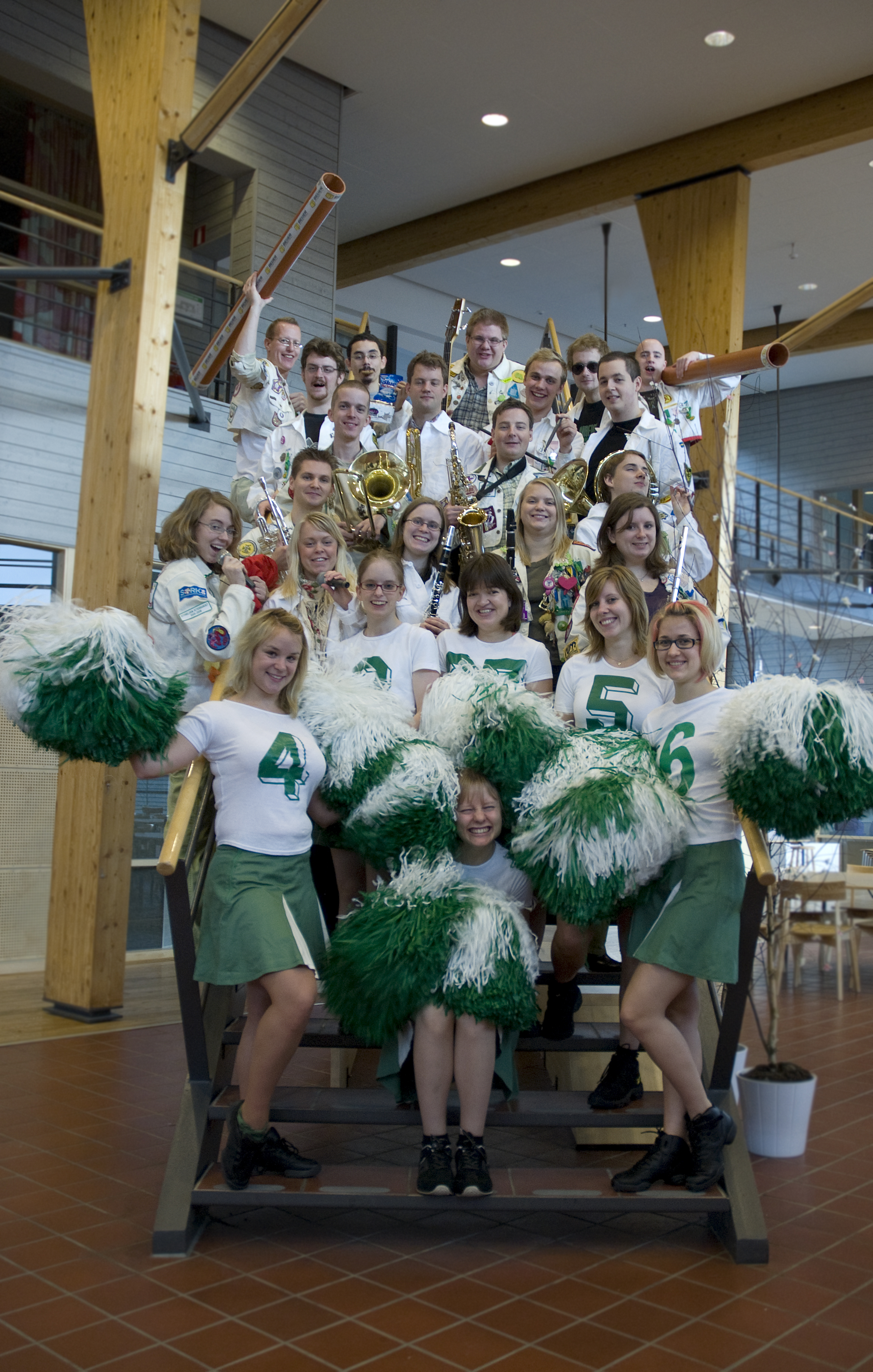
Isterbandet, november 2008.

Studentorkestern Isterbandet bildades 1988 vid dåvarande Växjö högskola, nuvarande Linnéuniversitetet, och är idag universitetets enda studentorkester. Isterbandet är en blåsorkester med inslag av stränginstrument och sång. Orkestern är en ideell förening och består av en blandning av studenter och före detta studenter vid Linnéuniversitetet. 1996 kompletterades orkestern med en dambalett, Fläskleggen, och året efter bildades herrbaletten Fläskläppen. Sedan 2009 repeterar Isterbandet mitt på universitetsområdet i en lokal som går under namnet Bunkern. 
Vid konserter och olika högtider bär medlemmarna i Isterbandet sin uniform som består av en vit jacka och ett par gröna byxor. Den gröna nyansen på byxorna varierar då det är olika personer som ansvarar för färgningen av dem. Uniformen dekoreras efter eget behag med medaljer och märken.

## Fläskleggen (1996-2011)
Fläskleggen var Isterbandets dambalett. De klädde sig vanligen i grön kjol och vit t-shirt. Fläskleggen har sedan 2011 varit inaktiv på grund av medlemsbrist. Under sensommaren 2013 väcktes dock baletten till liv inför Isterbandets 25-årsjubileum, men gick då under namnet Chorizo.

## Fläskläppen (1997-2008, 2011-)
Fläskläppen är Isterbandets herrbalett. I läderimiterad klädsel dansar baletten till en handfull av Isterbandets låtar. Under ett par års tid var baletten inaktiv på grund av medlemsbrist.

## Isterbandets skål
Isterbandet har en egen skål som sjungs vid högtidliga tillfällen och som avslut vid större konserter. Skålen är skriven av Anders "Duracell" Jonasson. När man sjunger Isterbandets skål placerar musikerna sina instrument eller det de har i handen på huvudet innan sången börjar.
GUTÅR!

## Korvetten (2000-2011)
För att forsla material mellan dylika spelningar och festivaler har Isterbandet vid två tillfällen ägt grönmålade Volkswagen Caravelle som i föreningen gått under namnen Korvetten och Korvetten II.

## Festivaler
Varje år åker Isterbandet på minst en festival - där de spelar musik för och med flera andra studentorkestrar från olika delar av Sverige. Festivalerna hålls på tre olika orter, beroende på vilket år det är. 

### SOF & STORK
SOF - StudentOrkesterFestistivalen i Linköping - hålls vart udda år i Linköping, där studentorkestern LiTHe Blås har sin bas.
STORK - STudentORKesterfestivalen i Uppsala - hålls varje jämnt år i Uppsala, där studentorkestern Tupplurarna har sin bas.
Båda studentorkesterfestivalerna (SOF och STORK) anordnas på uppdrag av Riks-SMASK - Sveriges Musicerande Akademikers Samarbetande Kårorkestrar. Riks-SMASK:s maskot är Tutputte, en vit huvudfoting med studentmössa som spelar på en helikon. Tutputte är en karakteristisk symbol för just studentorkesterfestivalerna och förekommer flitigt på allt material som hör festivalerna till.

### Lundakarnevalen
Lundakarnevalen, även känd som Lunda, är en karneval som hålls vart fjärde år i Lund och arrangeras av studenterna vid Lunds universitet. Lundakarnevalen pågår i hela Lund, i synnerhet Lundagård. De år som Lundakarnevalen anordnas har Sveriges studentorkestrar valet att åka på två festivaler, då STORK anordnas utöver Lunda.

## Diskografi
- (F)ett Äkta Svåländskt Isterband  (CD, 2001)
- Flottig Isterdisco och andra slagdängor (CD, 2008)

## Recensioner
- ”Fullt ös för Isterbandet som jubilerar i höst”. Smålandsposten. 16 maj 2003. Arkiverad från originalet den 18 april 2013. http://archive.is/2013.04.18-160353/http://www.smp.se/noje_o_kultur/noje/fullt-os-for-isterbandet-som-jubilerar-i-host(101905).gm.
- ”Studentbaletten fyller tio år”. Smålandsposten. 17 november 2006. Arkiverad från originalet den 18 april 2013. http://archive.is/2013.04.18-132552/http://www.smp.se/noje_o_kultur/noje/studentbaletten-fyller-tio-ar(141574).gm.
- ”Flottigt och festligt”. Smålandsposten. 14 december 2007. Arkiverad från originalet den 25 december 2007. https://web.archive.org/web/20071225182339/http://www.smp.se/noje_o_kultur/galej/flottigt-och-festligt(374107).gm. Läst 16 oktober 2008.
- ”20-årsfirande Isterbandet bjuder på jubileumskonsert”. Växjöbladet Kronobergaren. 28 november 2008. http://www.vaxjobladet.se/index.php?placid=1&placid_text=13&id=494.
- ”Det svängde om Isterbandet i M-huset”. Smålandsposten. 30 november 2008. Arkiverad från originalet den 1 december 2008. https://web.archive.org/web/20081201115854/http://www.smp.se/nyheter/mingel/det-svangde-om-isterbandet-i-m-huset(1004919).gm. Läst 29 december 2008.
- ”Isterbandet firar 25 år med flottig konsert”. Smålandsposten. 28 september 2013. Arkiverad från originalet den 3 november 2013. https://web.archive.org/web/20131103211506/http://www.smp.se/noje_o_kultur/scen/isterbandet-firar-25-ar-med-flottig-konsert%283958183%29.gm. Läst 2 november 2013.
- ”Isterbandet fyller 25 år”. Magazinet nr 38 sid 6. 26 september 2013. http://www.e-magin.se/v5/viewer/files/viewer_s.aspx?gKey=90gvq517&gInitPage=1.